# Lagelonenland
De term lagelonenland wordt gebruikt voor die landen waar de productie van goederen (veel) goedkoper kan worden gedaan dan in West-Europese of Amerikaanse landen, doordat de loonkosten beduidend lager liggen dan in de westerse maatschappij. Het verschuiven van productie naar lagelonenlanden is een verschijnsel dat binnen de globaliseringsontwikkeling past.

## Geschiedenis
Lagelonenlanden zijn geen fenomeen van de laatste tijd. Al in 1960 kreeg de Nederlandse textielindustrie het moeilijk. Productie verplaatste zich in deze vroege fase eerst naar landen als Turkije en Noord-Afrika. Later werden ook deze landen relatief duur (terwijl tegelijkertijd internationale transportkosten verder afnamen) en verplaatsten (delen van) de productie zich verder naar het Oosten.

## Oorzaken
Ondanks de bijkomende transportkosten, zijn de eindproducten toch goedkoper dan wanneer ze in ontwikkelde economieën gemaakt zouden zijn. Lagere loonkosten komen tot stand wanneer de arbeidsproductiviteit per gewerkt uur (de opbrengsten) hoger ligt dan het (lagere) uurloon. In sommige gevallen betreft het derdewereldlanden waar ook kinderarbeid plaatsvindt. In het merendeel van de lagelonenlanden en in het merendeel van de industrieën is kinderarbeid echter niet de doorslaggevende kostenverlagende factor; lagere kosten van levensonderhoud, minder uitgaven aan gezondheidszorg en een informeel pensioenstelsel dat gebaseerd is op de toekomstige verdiensten van het eigen nageslacht leiden allemaal tot structureel lagere lonen, ook bij goede werkcondities.

## Goederen en diensten
Veel van de traditionele maakindustrie is inmiddels naar lagelonenlanden verplaatst. Branches die veel werk uitbesteden aan lagelonenlanden zijn de kledingindustrie, de schoenfabricage en ook de ICT-branche zoals Microsoft en IBM. Ook voor de automobiel- en vliegtuigindustrie, waarbij de werkgelegenheid in hoge mate politiek gevoelig is, geldt dat veel componenten in lagelonenlanden gefabriceerd worden. Assemblage vindt in sommige gevallen nog wel in de duurdere gebieden plaats. Hierdoor kunnen hoge invoerheffingen op eindproducten voorkomen of geminimaliseerd worden.
In toenemende mate worden ook diensten uitbesteed naar lagelonenlanden. Er zijn enkele voorbeelden van callcenters die in Suriname of Zuid-Afrika gevestigd zijn vanwege de lagere lonen in combinatie met kennis van of verwantschap met de Nederlandse taal. Voor de Engelse en Amerikaanse markt geldt dit in nog grotere mate met India omdat een groot deel van de bevolking daar reeds Engels spreekt en er volop gekwalificeerde medewerkers te vinden zijn.

## Voorbeelden
Voorbeelden van lagelonenlanden zijn India, China, Thailand, Vietnam, Filipijnen, en Mexico .
Voor Europa zijn ook landen als Polen, Roemenië, Bulgarije, Slowakije, Tsjechië en de voormalige Sovjet-Unie relevant. Hoewel de lonen in deze landen hoger zijn dan in Oost-Aziatische landen, zijn lagere transportkosten en afwezigheid van importheffingen binnen de Europese Unie bepalend.

## Kritiek op lagelonenlanden
Vanuit de vakbeweging en andere maatschappelijke groepen wordt soms kritiek geuit op lagelonenlanden en werkgevers die productie naar deze landen verplaatsen. Verlies van dergelijke productie leidt tot verlies aan werkgelegenheid, waarbij het onduidelijk is of deze werkgelegenheid in andere sectoren wordt teruggewonnen. Ook blijkt vooral werkgelegenheid aan de onderkant van de arbeidsmarkt eenvoudig te verplaatsen te zijn. Gevolg hiervan is dat vooral laaggeschoolden werk verliezen. Deze categorie werknemers komt juist in de overige sectoren moeilijk weer aan werk.
Ook wordt soms kritiek geuit op de arbeidsomstandigheden waaronder mensen in lagelonenlanden moeten werken. Vooral als het hier kinderarbeid betreft is soms maatschappelijke verontwaardiging het gevolg. Ook de onveiligheid in de textielindustrie in landen als Bangladesh heeft de laatste jaren veel aandacht getrokken. In reactie daarop zijn initiatieven ontwikkeld zoals het Convenant Duurzame Kleding en Textiel en Fair Production.